# Magnolia aromatica
Magnolia aromatica este o specie de plante din genul Magnolia, familia Magnoliaceae. A fost descrisă pentru prima dată de James Edgar Dandy, și a primit numele actual de la Venkatachalam Sampath Kumar. A fost clasificată de IUCN ca specie vulnerabilă. Conform Catalogue of Life specia Magnolia aromatica nu are subspecii cunoscute.